# Toby Fox
Robert F. Fox (* 11. Oktober 1991 in Manchester, New Hampshire), besser bekannt als Toby „Radiation“ Fox, ist ein US-amerikanischer Spieleentwickler und Videospiel-Komponist. Seine bekanntesten Werke sind die vielfach ausgezeichneten Spiele Undertale und Deltarune.

## Karriere

### Frühe Projekte und Arbeit als Komponist
Fox’ erstes bekanntes Projekt war der im Oktober 2008 erschienene Earthbound Halloween Hack, eine Mod des Spiels EarthBound. Diese veröffentlichte er unter dem Spitznamen „Radiation“ auf Fanseiten. Er ist außerdem bekannt für seine Arbeit als Musikkoordinator und Komponist für den zwischen 2009 und 2016 veröffentlichten Webcomic Homestuck und dessen Videospielableger Hiveswap. Seit seinem Durchbruch 2016 hat er Musik für die Nintendo-Spiele Little Town Hero, Pokémon Schwert und Schild, Super Smash Bros. Ultimate und Pokémon Karmesin und Purpur komponiert.

### Undertale
Mit Undertale wollte Fox ein Rollenspiel (RPG) erschaffen, das etablierte Genrekonventionen überstieg und dem Spieler mehr Freiheiten ließ. Anders als für RPG typisch sollte es die Möglichkeit geben, mit Monstern zu reden und sich mit ihnen anzufreunden, anstatt sie zu töten. Die Entscheidungen des Spielers würden sich ebenso auf die Handlung auswirken. Eine erste spielbare Demo erschien im Frühjahr 2013, zeitgleich mit Beginn einer Finanzierungs-Kampagne auf Kickstarter, die binnen eines Monats mehr als 50.000 US-Dollar sammelte.
Am 15. September 2015, nach knapp 32 Monaten in Entwicklung, wurde Undertale für Windows und MacOS veröffentlicht. Das Spiel konnte sich innerhalb von nur einem halben Jahr über eine Million Mal verkaufen. Kritiker lobten den von Fox komponierten Soundtrack sowie das Spielkonzept und den Humor, während die simple Pixelgrafik teilweise auf Ablehnung stieß. Die SXSW Gaming Awards zeichneten das Spiel in den Kategorien Cultural Innovation Award und Most Fulfilling Crowdfunded Game aus.
Toby Fox war nach eigenen Angaben von der Popularität seines Spiels überrascht und überwältigt. Ein Jahr nach Veröffentlichung nannte er Undertale ein „nischiges RPG-Spiel“ mit einem eher eigenartigen Humor. Schlussendlich sei er jedoch froh über dessen Erfolg, da es als Inspirationsquelle jüngerer Spieleentwickler dienen könne.

### Deltarune
Die Idee zu Deltarune kam Toby Fox 2011, als er in seinen Träumen die finalen Szenen zu einem Videospiel sah. Im folgenden Jahr versuchte er, diese umzusetzen, gab aber schnell auf. Erst nach der Veröffentlichung von Undertale widmete er sich wieder der Entwicklung dieser Konzepte.
Nach einigen Andeutungen auf ein neues Projekt enthüllte Toby Fox am 31. Oktober 2018 sein Spiel Deltarune und veröffentlichte das erste Kapitel als kostenlosen Download. Trotz offensichtlicher Ähnlichkeiten zu Undertale soll es sich laut Fox um einen eigenständigen Nachfolger handeln, der bis zum Ende eine umfangreiche Geschichte erzählt. Wegen der herausfordernden und langen Entwicklung begann er außerdem, ein größeres Team zusammenzustellen. Nach der Veröffentlichung des zweiten Kapitels im September 2021 sind fünf weitere Kapitel geplant. Am 4. Juni 2025 erschienen dann Kapitel eins bis vier als voller Titel auf Windows, MacOS, Nintendo Switch, Nintendo Switch 2, PlayStation 4 und PlayStation 5.